# NGC 4904
NGC 4904 (другие обозначения — UGC 8121, MCG 0-33-26, MK 1341, ZWG 15.55, IRAS12584+0014, PGC 44846) — спиральная галактика с перемычкой (SBc) в созвездии Дева.
Объект причисляют к галактикам низкой поверхностной яркости, которые обычно являются карликовыми.
Этот объект входит в число перечисленных в оригинальной редакции «Нового общего каталога».